# L'Eau à la bouche (chanson)
Pour les articles homonymes, voir L'Eau à la bouche.
Singles de Serge Gainsbourg
L'Anthracite
(1959) Les Loups dans la bergerie
(1960)
L'Eau à la bouche est une chanson écrite, interprétée par Serge Gainsbourg et composée par Gainsbourg et Alain Goraguer, pour le film homonyme de Jacques Doniol-Valcroze en 1960.

## Historique
Enregistré fin 1959, L'Eau à la bouche sort en single 4 titres le 27 janvier 1960, sept jours après la sortie du film.
Le single connaîtra un certain succès, le premier pour Gainsbourg, puisqu'il se vendra à 100 000 exemplaires,, soit cinquante fois plus que ses quatre précédents EP.
La chanson est reprise en 2020 par Allan Vermeer.
Elle a aussi été reprise par Yuri Buenaventura sur la compilation « Café de Flore - Rendez-vous à Saint-Germain-des-Prés ».
Claude Nougaro y fait une référence directe dans la chanson Eau douce enregistrée quelques semaines avant sa mort et publiée de son dernier album  posthume La Note Bleue en décembre 2004.

## Classement
| Classement (1960)                       | Meilleure place |
| --------------------------------------- | --------------- |
| Belgique (Wallonie Ultratop 50 Singles) | 49              |